# 2025年2月

## 2月1日
- 肯·馬丁（英语：Ken Martin (politician)）當選美國民主黨全國委員會主席。[1]
- 特朗普政府宣布对加拿大和墨西哥的商品加征25%关税，对中华人民共和国商品再加征10%关税。[2]

## 2月2日
- 台灣女藝人徐熙媛（藝名大S）春節赴日遊玩期間患流感併發肺炎病逝，享年48歲[3]。
- 歌曲〈不像我们〉奪下第67屆葛萊美獎年度歌曲及年度製作等五項大獎，碧昂絲專輯《牛仔卡特》奪得年度专辑[4]。
- 2025年世界男子手球錦標賽決賽在挪威阿克什胡斯郡貝魯姆團結體育館舉行，最終丹麥隊拿下冠軍，克羅埃西亞隊拿下亞軍，法國隊拿下季軍，葡萄牙隊拿下殿軍[5]。

## 2月3日
- 領導新弗拉芒聯盟的比利時新總理巴爾特·德韋弗及其內閣上任。[6]
- 美國財長斯科特·貝森特兼任消費者金融保護局長，他停止了該局幾乎所有業務。[7]
- 美国政府效率部部长伊隆·馬斯克宣佈總統川普已同意關閉美國國際開發署，國務卿馬可·魯比奧暫時兼任該機構長官。[8]

## 2月4日
- 乍得總理阿拉-马耶·哈里纳辭職，旋即被總統穆罕默德·代比再次任命為總理。[9]
- 美國總統唐納·川普簽字退出聯合國人權理事會，並停止資助聯合國近東巴勒斯坦難民救濟和工程處。[10]
- 格陵蘭總理穆特·博鲁普·埃格德宣佈3月11日舉行2025年格陵蘭議會選舉（英语：2025 Greenlandic general election），獲格陵蘭議會承認。[11]
- 瑞典厄勒布魯的成人教育中心里斯伯格斯卡學校發生校園槍擊案，造成包括兇手在內至少11人死亡、15人受傷[12]。
- 美国邮政宣布暂停接收来自中国内地和香港的入境包裹[13]，但在一天后再次宣布继续接收来自两地的包裹[14]。
- 尼扎里伊斯瑪儀派第49任伊瑪目阿迦汗四世在4日逝世，享壽88歲，其後他的兒子成為阿迦汗五世[15]。

## 2月5日
- 菲律賓眾議院通過彈劾副總統薩拉·杜特爾特。[16]
- 阿根廷宣佈將退出世界衛生組織。[17]
- 克羅埃西亞、斯洛維尼亞、塞爾維亞、波士尼亞和黑塞哥維那、蒙特內哥羅、北馬其頓和阿爾巴尼亞開始發起一系列針對零售店的抵制行動[18][19][20][21][22]。

## 2月6日
- 希臘議會舉行第三次希臘總統選舉投票，但仍未選出新總統。[23]
- 中国向世界贸易组织控诉美国新任总统川普的关税政策“具有歧视性”。[24]
- 希臘旅遊勝地聖托里尼島發生地震，當地居民和遊客被疏散到其他地方。[25]

## 2月7日
- 巴拿馬正式通知中華人民共和國當局，巴方將於90日後退出中方倡議的「一帶一路」合作計劃。[26]
- 美國總統唐納·川普與日本內閣總理大臣石破茂在華盛頓舉行首腦會談。[27]
- 从阿拉斯加州尤纳拉克利特機場（英语：Unalakleet Airport）起飞后失踪的白令航空（英语：Bering Air）445號班機在诺顿湾被发现，機上10人全部死亡。[28]
- 2025年亚洲冬季运动会在中国黑龙江省哈尔滨市开幕[29]。

## 2月8日
- 納瓦夫·薩拉姆取代納吉布·米卡提就任黎巴嫩總理。[30]
- 中國四川省宜賓市筠連縣沐愛鎮發生山體滑坡，30餘人失聯。[31]
- 開曼群島南南西方209公里外海發生7.6級地震，中美洲5個國家已發布海嘯預警。[32]
- 第一任納米比亞總統萨姆·努乔马安詳辭世，享耆壽95歲[33]。

## 2月9日
- 厄瓜多舉行2025年厄瓜多大選。現任總統丹尼爾·諾沃亞與路易薩·岡薩雷斯（英语：Luisa González）進入4月13日的第二輪投票。[34]
- 科索沃舉行2025年科索沃議會選舉。執政黨自決運動仍為最大黨。[35]
- 列支敦士登舉行2025年列支敦士登大選。布里吉特·哈斯率領的愛國聯盟為最大黨。[36]
- 控制缅甸克伦邦的地方民族武装民主克伦佛教军（DKBA）宣布在当地经营赌场和餐饮的中国人必须最晚于本月底离开缅甸，并禁止中国人再进入城镇。[37]
- 费城老鹰隊在第五十九届超级碗擊敗堪薩斯城酋長隊贏得冠軍，杰伦·赫茨亦取得該屆MVP[38][39]。
- 波羅的海國家宣佈成功實施同步計劃，其電網正式脫離俄羅斯控制的統一電力系統，同步歐洲大陸電網[40]。

## 2月10日
- 羅馬尼亞總統克勞斯·約翰尼斯因任期超過5年，面臨彈劾壓力而辭職。[41]
- 南蘇丹總統薩爾瓦·基爾·馬亞爾迪特撤換詹姆斯·瓦尼·伊加等2名副總統。[42]
- 危地馬拉首都危地馬拉市附近一輛巴士從橋上墜落，造成至少51人死亡。[43]
- 美国亚利桑那州斯科茨代尔机场的一架里尔35A型和一架湾流G200型发生相撞事故，导致1人死亡4人受伤[44]。
- 韓國大田廣域市西區官岐洞的一所國小內，一名40多歲、長期受憂鬱症所苦的女老師殺害了一名就讀該校、年僅7歲的國小學生。[45]

## 2月11日
- 瓦努阿圖議會選出約坦姆·納帕特（英语：Jotham Napat）為瓦努阿圖總理。[46]
- 伯利茲總理約翰尼·布里塞尼奧建議總督芙罗拉·查拉姆解散伯利茲議會，並於3月12日舉行大選。[47]
- 美国国防部宣布将境内最大军事基地自由堡的名字改为布拉格堡（Fort Bragg）。[48]
- 在美俄雙方外交談判後，被俄方指控販運大麻而被監禁的美國教師馬克·福格爾獲釋[49]。

## 2月12日
- 奧地利自由黨和奧地利人民黨為主的組閣談判失敗。[50]
- 美國總統唐納·川普與俄羅斯總統弗拉基米爾·普京通話，討論結束俄烏戰爭。[51]

## 2月13日
- 印度曼尼普爾邦由於無法選出新的首席部長改為總統直轄。[52]
- 台灣新光三越百貨台中中港店發生嚴重氣爆事故，至少4人死亡、39人輕重傷[53]。
- 德国服务行业工会在慕尼黑举行的示威活动遭遇汽车冲撞袭击，至少30人受伤，24岁的阿富汗难民当场被捕[54]。
- 动画电影《哪吒之魔童闹海》成功中国影史首部票房突破100亿元人民币的电影。[55]

## 2月14日
- 2025年亚洲冬季运动会闭幕，中国代表团收获最多金牌。[56]
- 一架無人機撞擊封存烏克蘭切爾諾貝爾核電廠反應堆的保護結構新石棺，造成防護設施嚴重損壞，但周邊地區的輻射水平並未因此上升。[57]

## 2月15日
- 阿布哈茲舉行2025年阿布哈茲總統選舉（英语：2025 Abkhazian presidential election），巴德拉·君巴（英语：Badra Gunba）與阿德古爾·阿爾津巴（英语：Adgur Ardzinba）進入3月1日的第二輪投票。[58]
- 多哥舉行上院選舉，共和國聯盟（英语：Union for the Republic (Togo)）為最大黨。[59]
- 若昂·洛倫索被選為非洲聯盟主席。[60]
- 中國前司法部長唐一軍被提起公訴。[61]
- 黃國昌在2025年台灣民眾黨主席補選中勝選，成為新任台灣民眾黨主席。[62]
- 台湾陆军航特部601旅中校谢秉成、謝孟書、蕭翔云、何信儒、康奕彬、洪睿洋、陸駿方、劉立齊等8名現退役軍士官企图驾驶CH-47契努克直升机叛逃中国，被最高法院以贪污等罪名分别判处有期徒刑1年6月至13年不等。[63]
- 印度首都新德里一火车站发生踩踏事故，事故造成至少15人死亡、10人受伤[64]。
- 奥地利南部城市菲拉赫发生一起叙利亚难民持刀伤人事件，造成1名14岁少年死亡及其他4名路人受伤。[65]

## 2月16日
- 电影《教宗選戰》获得第78届英国电影学院奖最佳影片奖，同时与《粗野派》以4项大奖领跑。[66]
- 乌干达长跑运动员雅各布·基普利莫在巴塞隆納半程馬拉松（英语：Barcelona Half Marathon）以56分42秒完賽，刷新半程马拉松世界紀錄。[67]

## 2月17日
- 達美連接航空4819號班機在加拿大多倫多皮爾遜國際機場降落時墜毀，造成至少19人受傷。[68]
- 美国国务卿馬可·魯比奧与俄罗斯外交部长谢尔盖·拉夫罗夫分别率领的美俄代表团在沙特阿拉伯首都利雅得举行会谈，共同商讨俄乌战争的和平谈判框架。[69]

## 2月18日
- 百慕達舉行2025年百慕達眾議院選舉（英语：2025 Bermudian general election），百慕達進步勞動黨（英语：Progressive Labour Party (Bermuda)）為最大黨。[70]
- 贊比亞北部一座由中華人民共和國企業中國有色礦業有限公司在贊比亞註冊之附屬公司「贊比亞謙比希濕法冶煉有限公司」（謙比希濕法冶煉）擁有的銅礦發生尾礦壩潰決事故，釋放約5000萬公升含酸性及劇毒的廢料，污染卡富埃河生態系統[71]。

## 2月20日
- 香港老牌泛民主派政黨民主黨計劃解散，後續交由會員大會投票決定是否解散。[72]
- 韓國女團BLACKPINK成員Rosé退出韓國音樂著作權協會（KOMCA），為韓國娛樂圈22年來第二位退出該協會的歌手[73]。
- 在2025年以色列—哈馬斯停火協議框架下，哈馬斯將於尼爾奧茲襲擊期間被巴勒斯坦武裝分子在比巴斯一家綁架案中綁架的3名家庭成員遺體移交給以色列[74]。

## 2月21日
- 百胜公司宣布将把肯德基总部从肯塔基州的路易维尔迁往德克萨斯州的普莱诺。[75]
- 金曲歌王方大同抗病5年後安詳去世，享年41歲。[76]

## 2月22日
- 蘇丹快速支援部隊及其他政治軍事組織在內羅畢簽署協議，宣佈在實控區成立獨立政權。[77]
- 川普政府解除美國參謀長聯席會議主席小查爾斯·昆顿·布朗等人職務。[78]
- 美國賓夕凡尼亞州鄰近約克市的UPMC紀念醫院發生大規模槍擊案與劫持人質事件，事件造成包括兇手在內的2人死亡，另有5人中彈受傷[79]。

## 2月23日
- 2025年德国联邦议院选举举行，由弗里德里希·默茨率领的中间偏右政治联盟基民盟/基社盟取得议院多数席位，默茨有望出任德国总理。[80]
- 第75届柏林电影节闭幕，挪威导演达格·约翰·豪格鲁德执导的《性梦爱三部曲：梦》获得最高奖金熊奖。[81]
- 黎巴嫩武裝政治組織真主黨第三任總書記哈桑·納斯魯拉和真主黨執行委員會主席哈希姆·薩菲丁的集體葬禮在黎巴嫩貝魯特的卡密拉·夏蒙體育城體育場舉行[82]。

## 2月24日
- 联合国安全理事会表决通过美国提出的第2774号决议，决议敦促各方协助乌克兰实现长期和平。[83]
- 联合国大会提出谴责俄罗斯入侵乌克兰的第ES-11/7号决议（英语：United Nations General Assembly Resolution ES-11/7），美国、以色列、俄罗斯等国投反对票[84]。

## 2月25日
- 蘇丹空軍一架軍機墜毀在恩圖曼市區，造成46人死亡。[85]
- 南韓忠清南道天安市的世宗抱川高速公路的梧松生命路至平泽堤川高速公路路段一高架發生倒塌事故，至少造成4死6傷。[86]
- 中華成棒隊在2026年世界棒球經典賽資格賽的附加賽中6比3擊敗西班牙，成功取得會內賽的資格。[87]

## 2月26日
- 安圭拉舉行2025年安圭拉議會選舉（英语：2025 Anguillian general election）。[88]
- 美国总统特朗普宣布对欧盟进口的货物逐步加征25%关税。[89]
- 特立尼達和多巴哥總理基思·羅利宣佈將於3月16日辭職。[90]
- 日本岩手縣大船渡市發生山林火災，至少1人罹難，燒毀面積至少達2900公頃，為日本自1992年以來最嚴重的山林火災。[91]

## 2月27日
- 科拉·理查森-霍奇（英语：Cora Richardson-Hodge）當選安圭拉總理，為首位女總理。[88]
- 中国安徽省淮南市寿县炎刘镇金色童年幼儿园的校车在行驶途中起火，造成3名女童遇难。[92]

## 2月28日
- 乌克兰总统弗拉基米尔·泽连斯基飞赴美国华盛顿白宫，准备签署美国提出的稀有矿产开采协议，结果在会晤美国总统特朗普和副总统J·D·万斯期间发生激烈争吵，双方未签署协议[93]。